# Rudîkiv, Hadeaci
Rudîkiv (în ucraineană Рудиків) este un sat în comuna Bilencenkivka din raionul Hadeaci, regiunea Poltava, Ucraina.

## Demografie
Componența lingvistică a localității Rudîkiv
     Ucraineană (100%)
Conform recensământului din 2001, toată populația localității Rudîkiv era vorbitoare de ucraineană (100%).